# 單棘立旗鯛
單棘立旗鯛，又稱四帶馬夫魚，俗名花關刀，為輻鰭魚綱鱸形目蝴蝶魚科的其中一種。

## 分布
本魚分布於中西太平洋區，包括馬來西亞、安達曼海、泰國、菲律賓、印尼、中國南海、東海、日本南部、台灣、越南、新幾內亞、所羅門群島、澳洲、馬里亞納群島、馬紹爾群島、密克羅尼西亞、帛琉、諾魯、斐濟群島、吐瓦魯、萬納杜、新喀里多尼亞等海域。

## 深度
水深1至25公尺。

## 特徵
本魚眼內側有一骨質棘，向外水平伸出；頸背中央有一骨質突起；背鰭第四棘特別延伸，長度約等於體長的一半。體側有2條暗色橫帶，和一黑色眼帶，吻端亦呈黑色。背鰭軟條部份及尾鰭為黃色。背鰭硬棘11至12枚、軟條25至27枚；臀鰭硬棘3枚、軟條17至18枚。體長可達25公分。

## 生態
本魚棲息在潟湖或珊瑚礁區，多半單獨活動，以珊瑚蟲為食。

## 經濟利用
為觀賞性魚類，性情溫馴，易於飼養，不供食用。